# Белльвальд
Белльвальд (нім. Bellwald) — громада  в Швейцарії в кантоні Вале, округ Гомс.

## Географія
Громада розташована на відстані близько 80 км на південний схід від Берна, 65 км на схід від Сьйона.
Белльвальд має площу 14 км², з яких на 5,1% дозволяється будівництво (житлове та будівництво доріг), 37% використовуються в сільськогосподарських цілях, 25,8% зайнято лісами, 32,1% не є продуктивними (річки, льодовики або гори).

## Демографія
2019 року в громаді мешкало 375 осіб (-18,5% порівняно з 2010 роком), іноземців було 12,3%. Густота населення становила 27 осіб/км².
За віковим діапазоном населення розподілялося таким чином: 13,3% — особи молодші 20 років, 60,3% — особи у віці 20—64 років, 26,4% — особи у віці 65 років та старші. Було 176 помешкань (у середньому 2,1 особи в помешканні).
Із загальної кількості 189 працюючих 9 було зайнятих в первинному секторі, 22 — в обробній промисловості, 158 — в галузі послуг.